# Johannes Zeuthen Schroll
Johannes Zeuthen Schroll (27. marts 1831 på Endrupholm – 28. januar 1916 i København) var en dansk officer.

## Uddannelse og krigsdeltagelse
Han var søn af forpagter, senere proprietær Johan Georg Schroll (1797-1835) og Christiane Frisenberg (1802-1877). Efter faderens død (1835) kom drengen i huset hos en slægtning, der var præst, og som ville have ham til at gå den gejstlige vej, men han holdt ikke af de klassiske sprog. Efter en tid at have gået i Latinskolen i Odense kom han i 1848 ind på Landkadetakademiet; året efter udnævntes han til sekondløjtnant med aldersorden fra 1848 og ansattes ved Eskadronen Barth af 6. dragonregiment, hvormed han deltog i slaget ved Isted. Fra 1853 til 1857 gennemgik han Den kongelige militære Højskole, ansattes derpå ved Generalstabens taktiske Afdeling, men gennemgik artilleriets og Ingeniørkorpsets praktiske skoler, ligesom han også gjorde et års tjeneste ved 5. bataljon i Odense, hvor han 9. maj 1859 indgik ægteskab med Else Betty Jacobine Svitzer (5. november 1832 i Kolby, Samsø - 26. oktober 1918 i København), datter af sognepræst i Kolby, senere stiftsprovst i Odense Hans Peter Svitzer (1798-1871) og Elise Henriette født Pløyen (1799-1865), og kort efter blev premierløjtnant.

## 2. Slesvigske Krig
I 1861 kom han til tjeneste ved kommandantskabet på Als og udnævntes kort efter til ritmester; men efter at krigsskyerne var drevet over, vendte han tilbage til Generalstaben og udførte topografisk virksomhed lige indtil december 1863, da han blev souschef ved 1. division. Som sådan deltog han i kampen ved Mysunde og i Dybbøls forsvar, men blev efter slaget 18. april, da souschefen ved overkommandoen, major Rosen, faldt, ansat i dennes sted.

## Militærstrateg
Efter fredslutningen blev han souschef ved 2. Generalkommando, men kom ved gennemførelsen af Hærloven af 1867 til 20. bataljon som kompagnichef. Allerede tre år senere vendte han tilbage til Generalstaben (taktisk Afdeling) og sendtes i foråret 1871 til Frankrig for at studere den fransk-tyske krig. Den påfølgende vinter holdt han i Det Krigsvidenskabelige Selskab et foredrag om felttogets strategiske ledelse, hvilket 1873 optoges i Militært Tidsskrift og vidnede om hans klare opfattelse og sikkerhed i bedømmelsen af strategiske problemer. Allerede som ung løjtnant havde han fået interesse for det strategiske studium, så at han med iver gennempløjede forskellige hærføreres, særlig Napoleons, felttog. Senere fremkom endnu fra hans hånd "Om indre Operationslinjer" og om "Syvaarskrigens Strategi", begge optaget i Militært Tidsskrift.

## Deltagelse i forsvarssagen
I 1871 var han souschef ved lejrdivisionens stab og sendtes det følgende år til Rusland for at overvære troppesamlinger ved Krasnoje Selo, og i 1873 forfremmedes han til oberst og chef for 3. bataljon, i hvilken stilling han tillige viste sig som en dygtig praktisk officer. Fra 1879 til 1885 var han chef for Generalstabens taktiske Afdeling og ledede de her forefaldende arbejder med overlegen dygtighed, ligesom han i mange kommissioner forsvaret vedrørende gjorde sin indflydelse gældende. Det var også i disse år, at den såkaldte forsvarsbevægelse opstod, og for denne var det af stor betydning, at han støttede Sagen dels ved sit navn som formand i en militærkomité, der opfordrede officerer til at holde foredrag eller til at skrive artikler i Forsvarsforeningernes organ Vort Forsvar, dels ved selv at yde en mængde bidrag til dette blad, navnlig af polemisk natur, idet han frem for nogen forstod at afkræfte de mod forsvarsplanen af 1879 fremsatte indvendinger.

## Ryttergeneral
I 1885 udnævntes Schroll til generalmajor og generalinspektør for rytteriet, for hvilket våben han altid havde næret en særlig interesse, hvorom også en afhandling i Militært Tidsskrift om "Rytteriets Tretræfnings Taktik" bærer vidnesbyrd. Han søgte navnlig at fremme vort rytteris taktiske uddannelse og færdighed i efterretningstjeneste, men udnævntes allerede i 1887 til chef for Generalstaben. I sin nye stilling, hvortil hans kundskaber og evner gjorde ham selvskreven, fremmede han Hærens krigsberedskab, afholdt forskellige generalstabsøvelser og lod udarbejde en fremstilling af krigen 1864, medens han ved behandlingen af de mange foreliggende befæstnings- og forsvarsspørgsmål var Krigsministeriet til megen støtte. Under storfyrsttronfølger Nikolajs besøg her ved hoffet 1888 var han attacheret denne fyrste, 1891 var han kronprins Frederiks stabschef, da denne ledede kantonnementsøvelserne på Fyn, og 1894 fulgte han kong Christian IX på rejsen til Rusland i anledning af kejser Alexander III's bisættelse.

## I spidsen for to generalkommandoer
Schroll udnævntes i efteråret 1896 til generalløjtnant og kommanderende general i 2. Generalkommandodistrikt, hvilken stilling han dog på grund af, at flere arbejder i Generalstaben skulle afsluttes under hans ledelse, først tiltrådte i forsommeren 1897. Samme efterår forflyttedes han til København som kommanderende general i 1. Generalkommandodistrikt, og som sådan stod han atter ved kronprins Frederiks side, da denne i 1899 stilledes i spidsen for øvelsesdivisionen på Sjælland. 1901 fik han sin afsked på grund af alder med tilkendegivelse af kongens påskønnelse af hans lange og udmærkede tjeneste.
Schroll var administrerende direktør for bestyrelsen af de militære underklassers pensionering m.m. 1901-09 og medlem af bestyrelsen, sidst vicepræsident i Det Kongelige Danske Geografiske Selskab 1886–1909.
Han er begravet på Garnisons Kirkegård.

## Hæder
- Ridder af Dannebrogordenen 1864, Kommandør af 2. grad 1881, af 1. grad 1886, Storkors 1894
- Dannebrogsmændenes Hæderstegn 1878
- Ridder af Elefantordenen 1911
- 23. januar 1887: Storkors af Stanislaus-ordenen
- Marts 1892: Kommandør af Æreslegionen
- December 1894: Ridder af Sankt Anna-ordenen (ordenens 1. grad)

Der findes fotografier af Christian Wismer (1873), Emil Rye og Carl Sonne.